# 大坪风毛菊
大坪风毛菊（学名：Saussurea chetchozensis）是菊科风毛菊属的植物，为中国的特有植物。分布在中国大陆的云南、四川等地，生长于海拔2,000米至3,640米的地区，常生长在山坡林下和草地，目前尚未由人工引种栽培。

## 异名
- Saussurea chetchozensis Franch. var. glabrecens (Hand.-Mazz.) Lipsch.
- Saussurea lanuginosa Vant.